# TQ Y YA
«TQ Y YA» es una canción interpretada por la cantante mexicana Danna Paola. Fue lanzada el 25 de junio de 2020 a través de la discográfica Universal Music México. Es el tercer sencillo del álbum.

## Video musical
El video musical de la canción se publicó en YouTube el mismo día de su lanzamiento y estreno en plataformas. Obtuvo alrededor de 30 millones de vistas en sus primeros días. Actualmente el video ya cuenta con 37 millones de reproducciones.
Video lírico
El video lírico de la canción fue lanzado el mismo día que la canción en YouTube. El video logró obtener más de un millón de reproducciones en su primer día de lanzamiento. Actualmente cuenta con más de 15 millones de reproducciones en la plataforma.

## Historial de lanzamiento
| Región | Fecha               | Formato                     | Discográfica                            | Ref.  |
| ------ | ------------------- | --------------------------- | --------------------------------------- | ----- |
| Varios | 25 de junio de 2020 | Descarga digital, Streaming | Universal Music, Universal Music México | [ 6 ] |